# Victor (ur. 1983)
Victor, właśc. Victor Leandro Bagy (ur. 21 stycznia 1983 w Santo Anastácio) – brazylijski piłkarz grający na pozycji bramkarza.

## Kariera klubowa
Karierę piłkarską Victor rozpoczął w klubie Paulista Futebol Clube z miasta Jundiaí. W 2003 roku zadebiutował w jego barwach w brazylijskiej Série B. Z czasem stał się pierwszym bramkarzem zespołu. W 2005 roku wywalczył z Paulistą Copa do Brasil (2:0, 0:0 w finale z Fluminense FC), a następnie wystąpił w Copa Libertadores. W 2007 roku spadł z Paulistą do Série C.
W 2008 roku po spadku Paulisty Victor został bramkarzem grającego w brazylijskiej Série A Grêmio Porto Alegre. W drużynie tej swój debiut zaliczył 10 maja 2008 w zwycięskim 1:0 wyjazdowym spotkaniu z São Paulo Futebol Clube. Od czasu debiutu jest podstawowym zawodnikiem Grêmio. Na koniec 2008 roku został z tym klubem wicemistrzem Brazylii.
| Sezon | Klub                | Kraj     | Rozgrywki | Mecze | Bramki |
| ----- | ------------------- | -------- | --------- | ----- | ------ |
| 2003  | Paulista FC         | Brazylia | Série B   | ?     | ?      |
| 2004  | Paulista FC         | Brazylia | Série B   | ?     | ?      |
| 2005  | Paulista FC         | Brazylia | Série B   | ?     | ?      |
| 2006  | Paulista FC         | Brazylia | Série B   | 28    | 0      |
| 2007  | Paulista FC         | Brazylia | Série B   | 37    | 0      |
| 2008  | Grêmio Porto Alegre | Brazylia | Série A   | 38    | 0      |
| 2009  | Grêmio Porto Alegre | Brazylia | Série A   | 28    | 0      |
| 2010  | Grêmio Porto Alegre | Brazylia | Série A   | 35    | 0      |
| 2011  | Grêmio Porto Alegre | Brazylia | Série A   |       |        |

## Kariera reprezentacyjna
21 maja 2009 Victor otrzymał pierwsze powołanie od selekcjonera Dungi do reprezentacji Brazylii na mecze eliminacji do Mistrzostw Świata w RPA oraz Puchar Konfederacji 2009. Na tym turnieju był rezerwowym bramkarzem dla Júlio Césara.